# 竹幕洞祭祀遺跡
竹幕洞祭祀遺跡（ちくまくどうさいしいせき/チュンマクトンジェサユジョク）は、大韓民国（韓国）全北特別自治道扶安郡辺山面格浦里にある、古代から中世にかけての祭祀遺跡。大韓民国指定史跡第541号に指定されている（指定名称は「부안죽막동유적（扶安竹幕洞遺蹟）」）。

## 概要

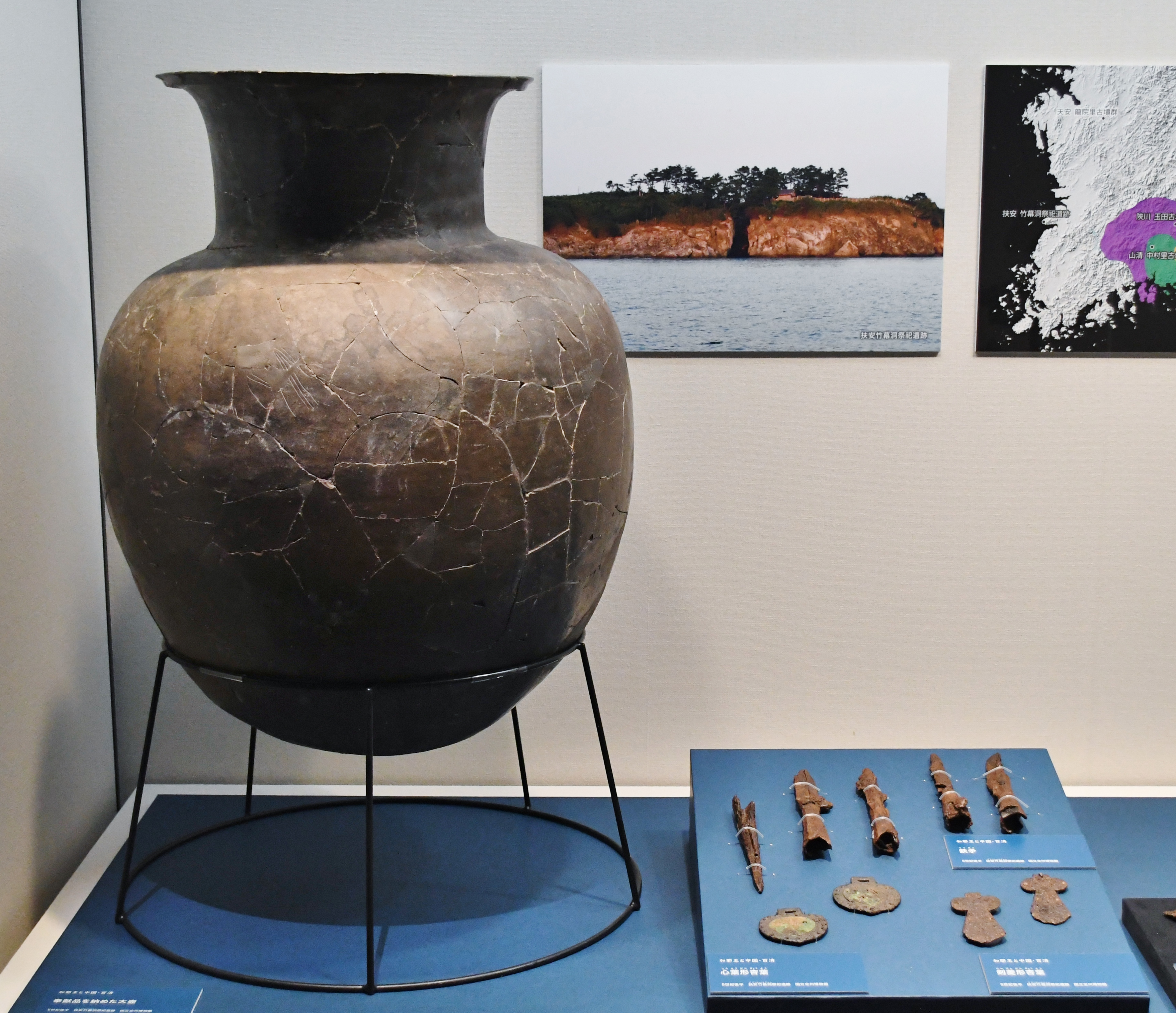
奉献品を納めた大壺国立歴史民俗博物館企画展示時に撮影。

朝鮮半島西南部、扶安郡西端の辺山半島先端部に位置する、三国時代百済・統一新羅時代・高麗時代・李氏朝鮮時代にわたる海岸祭祀の遺跡である。名称の「竹幕洞」は地名。国立全州博物館により発見され、1992年に同博物館により発掘調査がなされている。
発掘調査では、絶壁上の平坦面に露天祭祀の跡が見つかり、そこで航海の安全祈願の祭祀が行われたと考えられている。特に水聖堂（水城堂、全北特別自治道有形文化財第58号）付近において百済時代の祭場が見つかり、その広さは20×15平方メートル程度と推定される。この祭場からは多くの遺物が出土しているが、その90パーセント以上は土器で、他に金属器・石製模造品・土製模造品・玉製品・陶磁器などが見つかっている。これらを時代別に見ると、まず壺・甕・高坏などの土器のみを用いた馬韓・百済系祭祀が3世紀後半頃に始まり、これが4世紀中頃から5世紀前半にかけて本格的になった。5世紀中頃からは、鏡形・剣形などの多様な倭製（日本製：大部分は畿内系石材）の石製模造品も使用され始めた。そして6世紀前半までの間に百済・倭・加耶系祭祀が最盛期を迎え、この時代の多量の土器（一部に加耶系土器）が出土したほか、中国南朝の青磁器や豪華な馬具が出土している。その後も祭祀は継続するが、出土品は在地からの供献容器を中心とした百済系祭祀のみに変わる。さらに8世紀になると、祭祀建物が建てられ屋内祭祀に移行したと見られる。現在ある水聖堂（水城堂）は、そのような屋内祭祀の名残とも推測されている。
以上から、竹幕洞遺跡は中国南朝・百済・加耶・倭間で展開された国際交流を象徴する遺跡とされる。竹幕洞の地が祭場として使用されたのは、海岸にある海蝕洞に対する信仰に加え、航海困難地域であった一帯において当地が船泊りの適地であったことが要因とされる。また、竹幕洞遺跡に似た祭祀遺跡として福岡県宗像市の沖ノ島祭祀遺跡が知られ、両者は古代国際交流の実体を明らかにするものとして注目されている。
遺跡域は、2017年10月19日に「扶安竹幕洞遺蹟」として大韓民国指定史跡第541号に指定されている。

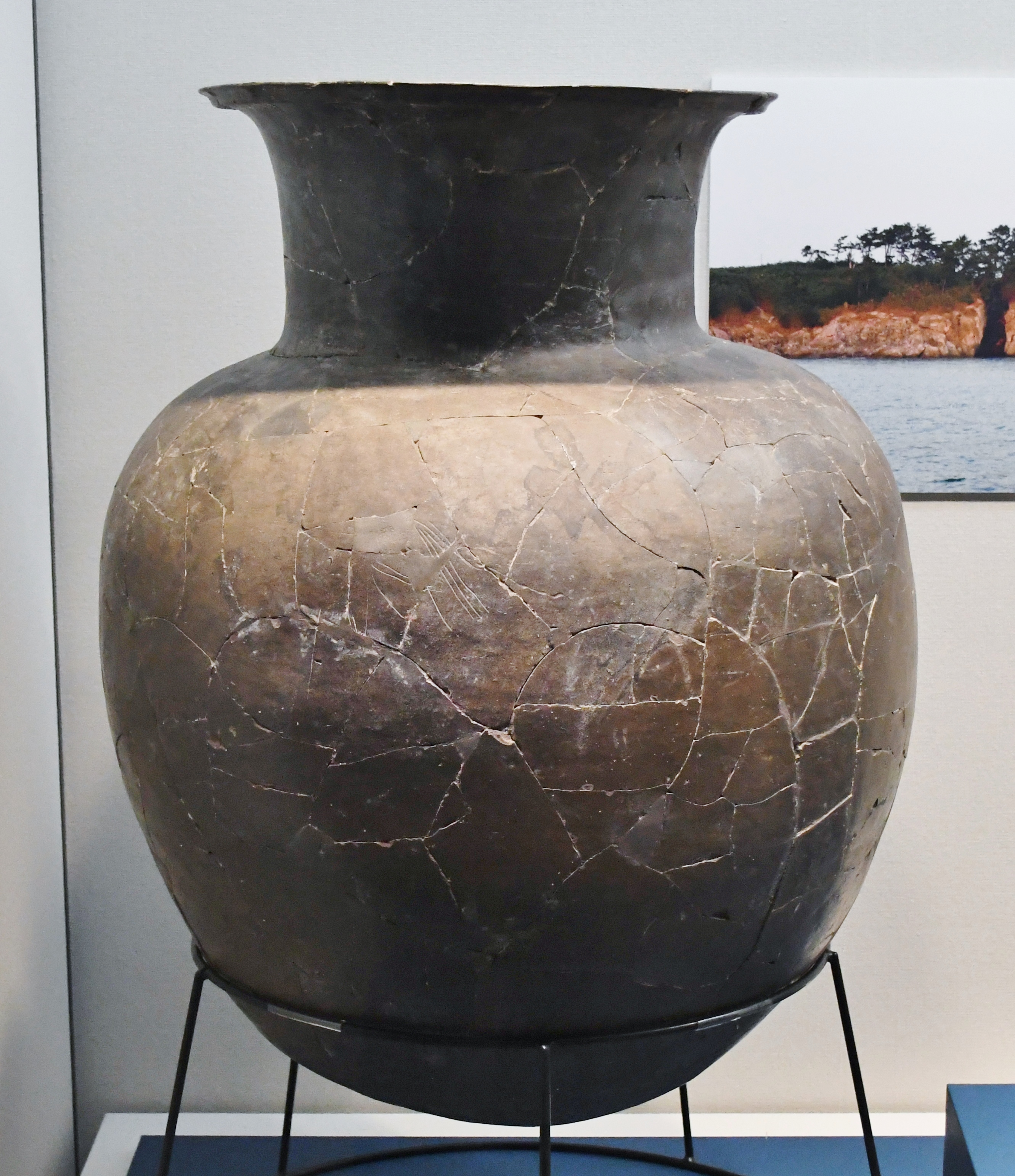
大壺 国立歴史民俗博物館企画展示時に撮影。
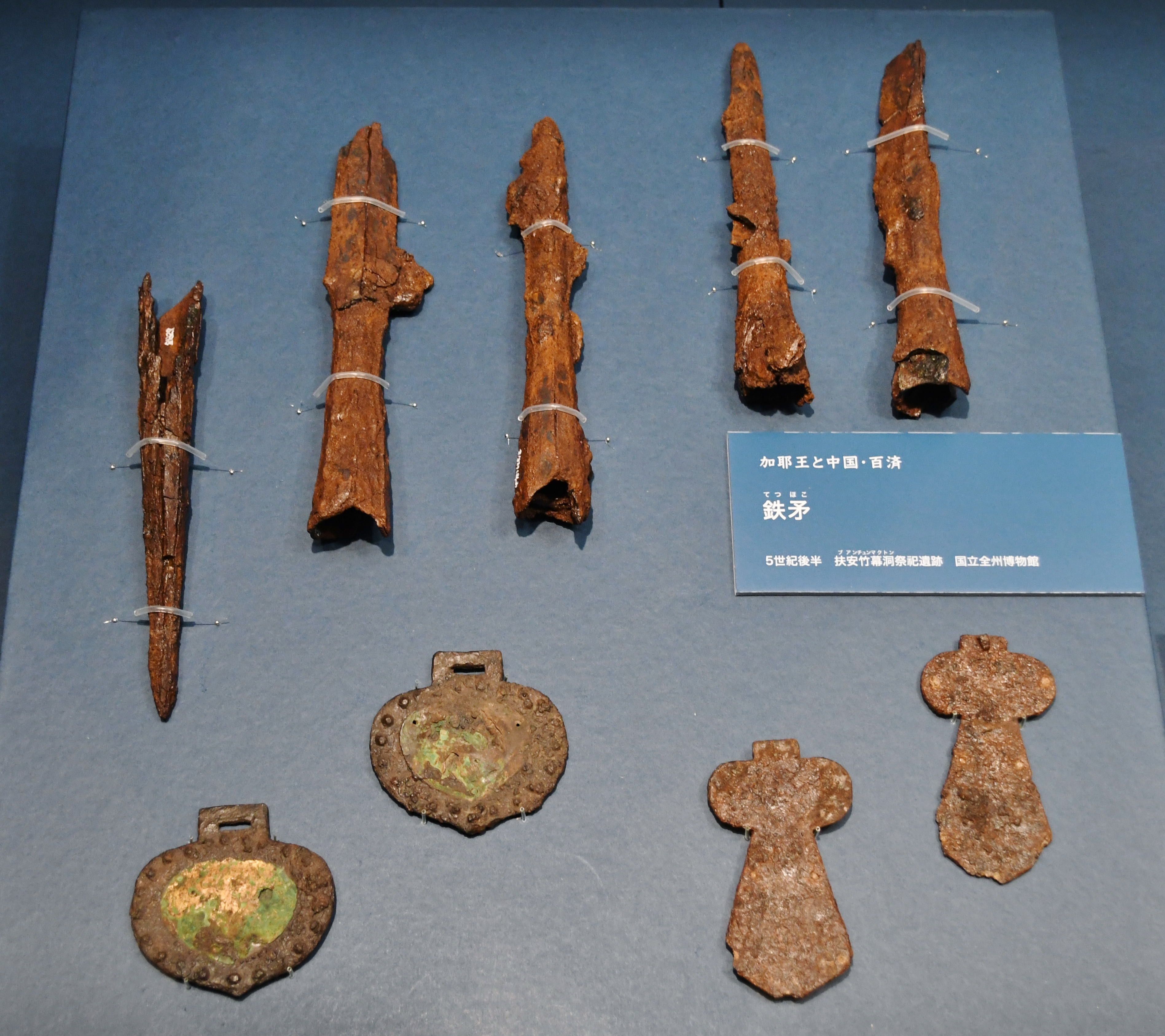
杏葉・鉄矛 国立歴史民俗博物館企画展示時に撮影。
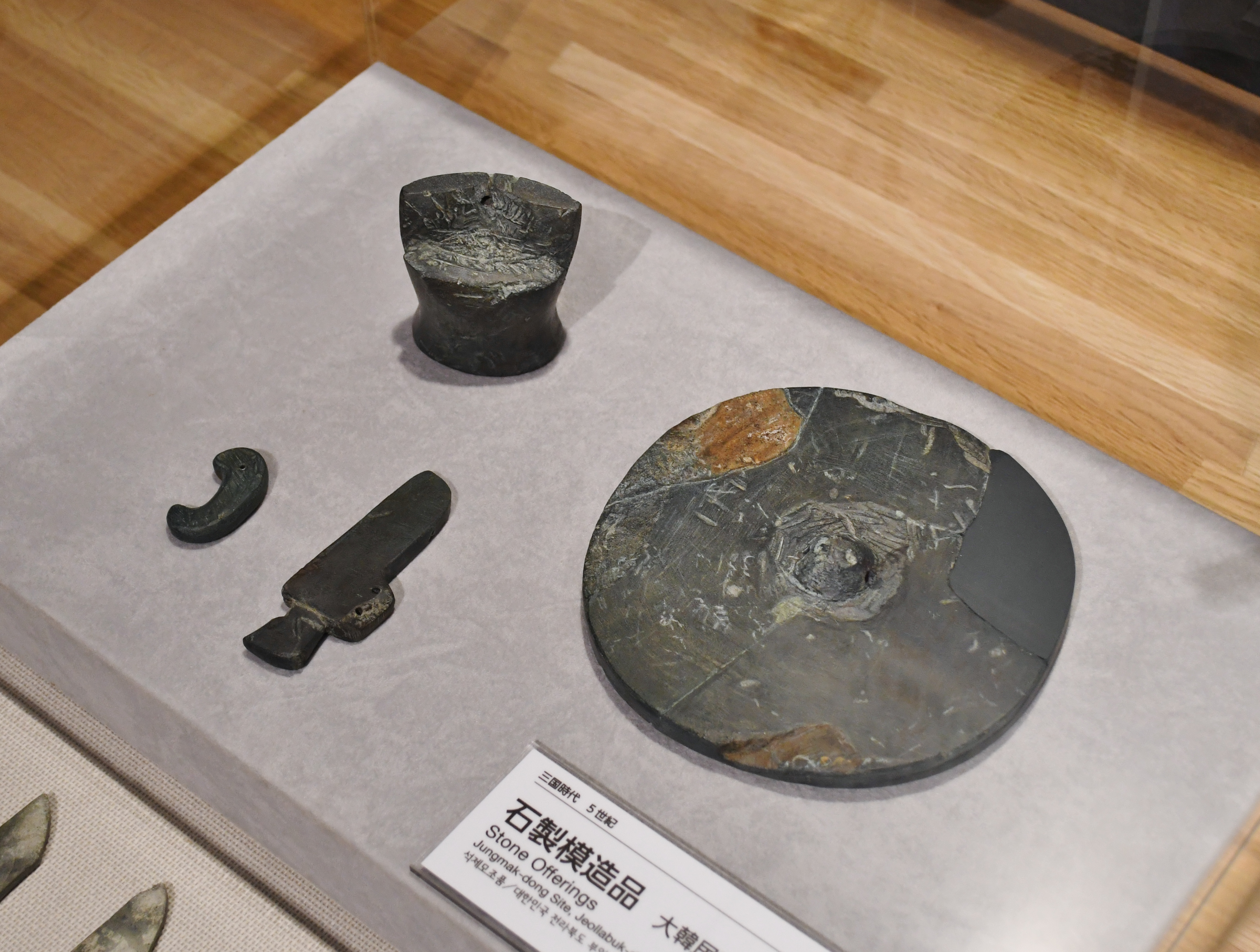
石製模造品（複製） 国立歴史民俗博物館展示。

## 考証
上記のように、出土遺物によれば竹幕洞遺跡での祭祀は5世紀中頃から6世紀前半に最盛期を迎える。この地域を支配した百済は、高句麗の南下政策によって首都を漢山城（現・ソウル特別市）から475年に熊津（現・公州市）、538年に泗沘（現・扶餘郡）に移すが、最盛期の年代は熊津の時期に概ね相当する。すなわち、高句麗から圧迫を受けた百済が南方を志向した時期であり、竹幕洞遺跡の遺物はその時の交流の活発化を表すと見られる。この間には、武寧王陵（武寧王：523年死去）における倭産高野槙棺材の使用や、栄山江流域における倭系前方後円形墳10数基の築造も見られており、これらと竹幕洞遺跡との関連も指摘される。